# Зикіна Олеся Миколаївна
Олеся Миколаївна Зикіна (рос. Олеся Николаевна Зыкина; нар. 7 жовтня 1980) — російська легкоатлетка, яка спеціалізувалася на бігу на короткі дистанції.
На внутрішніх змаганнях в Росії представляла Калузьку область.

## Спортивні досягнення
Срібна (2004) та бронзова (2000, виступала в попередньому забігу) олімпійська призерка з естафетного бігу 4×400 метрів.
Чемпіонка світу з естафетного бігу 4×400 метрів (2005, виступала в попередньому забігу). Срібна (2003) та бронзова (2001) призерка чемпіонатів світу з естафетного бігу 4×400 метрів. Тричі виступала у фінальних забігах чемпіонатів світу на 400 метрів (2001, 2003, 2005), в яких щоразу фінішувала 6-ю.
Чемпіонка світу в приміщенні з бігу на 400 метрів (2008) та естафетного бігу 4×400 метрів (2001, 2003, 2004 (виступала в попередньому забігу), 2008). Бронзова призерка чемпіонату світу в приміщенні з бігу на 400 метрів (2001).
Була 2-ю на Кубку світу з естафетного бігу 4×400 метрів (2002). Також фінішувала 3-ю на Кубку світу з бігу на 400 метрів (2002).
Срібна призерка чемпіонату світу серед юніорів з естафетного бігу 4×400 метрів (1998). Фіналістка (8-е місце) чемпіонату світу серед юніорів з бігу на 100 метрів (1998).
Чемпіонка Європи з бігу на 400 метрів (2002). Срібна призерка чемпіонату Європи з естафетного бігу 4×400 метрів (2002).
Чемпіонка Європи в приміщенні з естафетного бігу 4×400 метрів (2000). Срібна призерка чемпіонату Європи в приміщенні з естафетного бігу 4×400 метрів (2007). Бронзова призерка чемпіонату Європи в приміщенні з бігу на 400 метрів (2007).
Переможниця змагань з естафетного бігу 4×400 метрів на Кубку Європи (2000).
Чемпіонка Росії з бігу на 400 метрів (2001, 2002).
Чемпіонка Росії в приміщенні з бігу на 400 метрів (2008) та естафетного бігу 4×200 метрів (2003, 2004).

## Визнання
- Заслужений майстер спорту Росії
- Медаль ордена «За заслуги перед Вітчизною» I ступеня (2005)
- Медаль ордена «За заслуги перед Вітчизною» II ступеня (2001)